# 2015年商業航太發射競爭力法
商業航太發射競爭力法（英語：Commercial Space Launch Competitiveness Act），有時又被稱為2015年激勵私人航空航天競爭力和創業法，是美國政府對其商業航太用途的更新，於2015年立法。该项法律的更新明確允許美國公民和行業“從事包括水和礦產在內的空間資源的商業勘探和開發”。但這項權利不適用於外星生命，因此任何活著的東西都不能被商業利用。